# Алимардон, Муродали
Муродали Махмадиевич Алимардон (20 апреля 1960, Гиссарский район) — государственный деятель, Заместитель премьер-министра Республики Таджикистан.

## Биография
- В 1983 г. окончил финансовое отделение Таджикского государственного университета.
- В 1983—1991 — работал в Чептуринском филиале Агробанка Тадж. ССР.
- В 1991—1993 — управляющий Гиссарским отделением Агробанка.
- В 1993—1996 — президент Агропомышленного банка «Шарк».
- В 1996—2008 гг. — председатель Национального Банка Республики Таджикистан (с перерывом в 1999 — январе 2000).
- 26 января 2008 года указом президента Республики Таджикистан назначен заместителем премьер-министра Республики Таджикистан.
- 23 ноября 2013 года указом президента Республики Таджикистан снова был назначен на пост вице-премьера Республики Таджикистан[1]
- 1 апреля 2015 г.  - Экс-вице-премьер-министр Таджикистана Муродали Алимардон назначен председателем правления ОАО «Агроинвестбанк».

В 2007 году сменил написание фамилии Алимардонов на Алимардон.

## Некоторые комментарии
Является одним из богатейших персон Таджикистана, владеет акциями ОАО «Агроинвестбанк» и является учредителем множества строительных, производственных сельскохозяйственных предприятий страны. Президент РТ доверяет ему решения самых важных дел.